# Fear of Rain
Fear of Rain is een Amerikaanse psychologische horrorfilm uit 2021, geschreven en geregisseerd door Castille Landon. De hoofdrollen worden vertolkt door Madison Iseman, Katherine Heigl, Israel Broussard, Eugenie Bondurant en Harry Connick jr.
De film werd uitgebracht op 12 februari 2021 door Lionsgate.

## Verhaal
Rain, een tienermeisje met schizofrenie, worstelt met angstaanjagende hallucinaties als ze begint te vermoeden dat haar buurvrouw een kind heeft ontvoerd. Haar ouders proberen haar wanhopig te helpen om een normaal leven te leiden, terwijl ze zelf een tragisch geheim verborgen houden. De enige persoon die in Rain gelooft is Caleb, een jongen waarvan ze niet eens zeker weet of hij bestaat.

## Rolverdeling
| Acteur            | Personage          |
| ----------------- | ------------------ |
| Madison Iseman    | Rain Burroughs     |
| Katherine Heigl   | Michelle Burroughs |
| Israel Broussard  | Caleb              |
| Eugenie Bondurant | Dani McConnell     |
| Harry Connick jr. | John Burroughs     |

## Productie
De opnames van Fear of Rain vonden plaats in Tampa en St. Petersburg in de Amerikaanse staat Florida. In november 2019 werd bekend dat de film in productie was gegaan.
De film werd gefilmd onder de werktitel I Saw a Man with Yellow Eyes.

## Release
Fear of Rain werd uitgebracht op 12 februari 2021. In de eerste drie weekenden bracht de film $170.000 op en werd deze vertoond in 120 bioscopen.